# Zapatos de cemento
Los zapatos de cemento (o también, abrigo de Chicago) son un método de asesinato o eliminación de cadáveres, generalmente asociado con delincuentes como la Mafia o las pandillas. Implica cargar con cemento a la víctima, que puede estar viva o muerta, y arrojarla al agua con la esperanza de que nunca se encuentre el cuerpo. En Estados Unidos, el término se ha convertido en un eufemismo irónico para referirse a una amenaza de muerte por parte de delincuentes. Si bien es un tropo común en la ficción, solo se ha autentificado un caso de la vida real.
Los zapatos de cemento implican primero atar, incapacitar o matar a la víctima y luego colocarle los pies en un cubo o caja, que luego se llena con cemento húmedo, o incluso simplemente cemento en polvo al que se añade agua. Por lo general, en películas y novelas, la víctima todavía está viva mientras observa cómo se endurece el cemento, lo que aumenta la tortura y el drama.  Después de que el cemento fragua, la víctima es arrojada a una masa de agua como un río, lago o el océano.

## Incidentes de la vida real
A pesar de ser un tema en películas de Hollywood como Lady in Cement y libros como Billy Bathgate de E. L. Doctorow, seguía siendo cuestionable si un método de ejecución tan engorroso y lento era práctico. El cemento tarda muchas horas o incluso días en endurecerse por completo y, hasta 2016, nunca hubo un caso documentado, aunque el historiador del crimen Thomas Reppetto dijo que probablemente ha habido ejemplos en la vida real que nunca se han encontrado.
En mayo de 2016 se informó del primer y único caso documentado de "zapatos de cemento". El cuerpo del pandillero de Brooklyn Peter Martínez, de 28 años, más conocido en las calles como Petey Crack, apareció cerca de Manhattan Beach en Brooklyn. Su cabeza estaba envuelta en cinta adhesiva, la causa inmediata de su muerte. Sus pies y espinillas estaban enterrados en cemento dentro de un balde de 18 litros. Su cuerpo flotó hasta la orilla debido al aire atrapado en el cemento porque no se le dio suficiente tiempo para secarse antes de ser arrojado al océano.  
El hormigón sí se ha utilizado habitualmente como peso para deshacerse de un cuerpo. En 1941, un pescador de cangrejos encontró el cuerpo del mafioso de Filadelfia Johnnie Goodman en un arroyo de Nueva Jersey, cargado con un bloque de hormigón de 18 kg. El 24 de agosto de 1964, el cuerpo de Ernest Rupolo, de 52 años, un soplón que delató a Vito Genovese en 1944, fue encontrado en Jamaica Bay, Nueva York, con bloques de hormigón atados a sus piernas. También se especula que el contrabandista Rocco Perri fue asesinado al colocarle zapatos de cemento y arrojarlo al puerto de Hamilton, Ontario en 1944.
El ejército francés supuestamente utilizó zapatos de cemento sobre los argelinos que fueron asesinados en los llamados "vuelos de la muerte" durante la Guerra de Argelia. Las víctimas fueron llamadas "bigeard" ('Gamba') en honor al general Marcel Bigeard, quien supuestamente ordenó el procedimiento. Bigeard metía los pies de sus arrestados en una palangana, vertía cemento de fraguado rápido y ordenaba arrojar a la persona al mar desde lo alto de un helicóptero, dijo Paul Teitgen, secretario general de la policía francesa en Argel en 1957 y notable opositor a la tortura durante la guerra.